# Sarah Latton
 (juin 2018).
Si vous disposez d'ouvrages ou d'articles de référence ou si vous connaissez des sites web de qualité traitant du thème abordé ici, merci de compléter l'article en donnant les références utiles à sa vérifiabilité et en les liant à la section « Notes et références ».
Sarah Latton, née le 5 mars 1979 à Gelsenkirchen, est une danseuse et chorégraphe allemande spécialisée dans les danses latino-américaines.

## Carrière professionnelle
Elle danse depuis l'âge de 15 ans et était déjà danseuse dans l'émission d'information du soir (Lateinformation) de TD TSC Düsseldorf Rot-Weiss.
Latton a dansé de 2002 à 2013 avec Stefan Erdmann. Le couple sont devenus danseurs professionnels en 2004.
Au Championnat d'Europe Discofox, le 14 décembre 2002 à Velbert, elle a dansé en couple avec Stefan Raab  hors compétition. 
En 2011, Latton était une experte dans la catégorie "Standard / Latin / Rock 'n' Roll" des KIKA Live Dance Awards. En septembre et octobre de la même année, elle était dans certains épisodes de la série sur RTL All That Counts dans un rôle de figurante en tant que danseuse.

## Carrière télévisuelle
Sarah Latton a participé à la troisième saison de Let's Dance sur RTL en 2010, où elle a dansé avec Achim Mentzel. Le couple est éliminé après le troisième épisode. En tant que partenaire de danse de Thomas Karaoglan, elle a atteint la demi-finale de la quatrième saison au printemps 2011.
L'année suivante, avec Marc Terenzi, elle est éliminée au deuxième épisode de la cinquième saison. En 2013, Latton a dansé avec Balian Buschbaum et a terminé septième, tout comme Bernhard Brink en 2014.
En 2017, Latton a dansé avec Bastiaan Ragas. Ils seront éliminés dans le troisième épisode. Depuis le cinquième épisode, elle était la partenaire de danse de Maximilian Arland, après Isabel Edvardsson qui a quitté la saison en cours en raison de sa grossesse. Le couple termine l'aventure dans le huitième épisode.

## Partenaires de danse célèbres
De 2010 à 2017, elle intègre l'équipe de danseurs professionnels de l'émission Let's Dance sur RTL. Elle a pour partenaires : 
| Saison | Partenaire                            | Places |
| ------ | ------------------------------------- | ------ |
| 3      | Achim Mentzel (de)                    | 7.     |
| 4      | Thomas Karaoglan (de)                 | 3.     |
| 5      | Marc Terenzi                          | 11.    |
| 6      | Balian Buschbaum                      | 7.     |
| 7      | Bernhard Brink                        | 7.     |
| 10     | Maximilian Arland Bastiaan Ragas (de) | 7. 12. |